# Championnat de Suède de football 2014
Navigation
Championnat de Suède 2013 Championnat de Suède 2015
La saison 2014 d'Allsvenskan est la quatre-vingt-dixième édition du championnat de Suède de football de première division. Les seize clubs de l'élite s'affrontent à deux reprises, une fois à domicile et une fois à l'extérieur. À l'issue de la compétition, les deux derniers du classement sont relégués en Superettan, tandis que le club classé 14e doit disputer un barrage de promotion-relégation face au 3e de deuxième division.
Malmö FF, champion sortant, termine pour la deuxième année de suite à la première place. Le club remporte ainsi le dix-huitième titre de son histoire.

## Participants
| Club              | Ville       | Classement 2013 | Stade            | Capacité |
| ----------------- | ----------- | --------------- | ---------------- | -------- |
| Malmö FF          | Malmö       | 1               | Swedbank Stadion | 24 000   |
| AIK               | Solna       | 2               | Friends Arena    | 54 000   |
| IFK Göteborg      | Göteborg    | 3               | Gamla Ullevi     | 18 900   |
| Kalmar FF         | Kalmar      | 4               | Guldfågeln Arena | 12 182   |
| Helsingborgs IF   | Helsingborg | 5               | Olympia          | 16 500   |
| IF Elfsborg       | Borås       | 6               | Borås Arena      | 16 900   |
| Djurgårdens IF    | Stockholm   | 7               | Tele2 Arena      | 33 000   |
| Åtvidabergs FF    | Åtvidaberg  | 8               | Kopparvallen     | 8 000    |
| IFK Norrköping    | Norrköping  | 9               | Nya Parken       | 17 234   |
| BK Häcken         | Göteborg    | 10              | Gamla Ullevi     | 18 900   |
| Mjällby AIF       | Hällevik    | 11              | Strandvallen     | 7 500    |
| Gefle IF          | Gävle       | 12              | Strömvallen      | 7 200    |
| IF Brommapojkarna | Stockholm   | 13              | Grimsta IP       | 8 000    |
| Halmstads BK      | Halmstad    | 14              | Örjans Vall      | 15 500   |
| Falkenbergs FF    | Falkenberg  | 1 (D2)          | Falkenbergs IP   | 5 000    |
| Örebro SK         | Örebro      | 2 (D2)          | Behrn Arena      | 12 000   |

## Événements de la saison
- 30 mars : avant le match Helsingborgs IF-Djurgårdens IF, des supporters des deux équipes s'affrontent dans le centre-ville d'Helsingborg. Un supporter de Djurgården trouve la mort à la suite de ces échauffourées. Le match est interrompu à la 41e minute, alors que le score est de 1-1, après l'invasion du terrain par des supporters de Djurgården furieux[1]. En règle générale, les matches interrompus sont tranchés par un score de 3 à 0 en défaveur de l'équipe responsable, mais la commission de discipline décide le 14 avril d'entériner le score de 1-1 comme résultat définitif de la rencontre, au vu des circonstances particulières ayant causé son interruption[2].
- 5 avril : le promu Falkenbergs FF dispute son premier match de première division à domicile, au Falkenbergs IP (en). Devant 3 076 spectateurs, le club entraîné par Henrik Larsson remporte également sa première victoire à ce niveau, en battant l'IF Brommapojkarna sur le score de 1-0[3].
- 24 septembre : après sa défaite contre Helsingborgs IF (3-1) lors de la 25e journée, la lanterne rouge IF Brommapojkarna est condamnée à la relégation en Superettan[4].
- 5 octobre : grâce à sa victoire sur l'AIK par 3 buts à 2 lors de la 27e journée, Malmö FF est assuré de conserver son titre. Son dauphin, l'IFK Göteborg, ne peut plus rattraper son retard de points après sa défaite 3-0 contre l'IFK Norrköping. C'est la première fois depuis 2003 qu'un club réussit à remporter le championnat deux années d'affilée[5].

## Résultats

### Classement
Le classement est calculé avec le barème de points suivant : une victoire vaut trois points, un match nul un point, une défaite zéro points. Les égalités sont départagées d'après les critères suivants, dans cet ordre :
1. plus grande « différence de buts générale » ;
2. plus grand nombre de buts marqués ;
3. plus grande « différence de buts particulière »[6].

| Rang | Équipe            | Pts | J  | G  | N  | P  | Bp | Bc | Diff |
| ---- | ----------------- | --- | -- | -- | -- | -- | -- | -- | ---- |
| 1    | Malmö FF T        | 62  | 30 | 18 | 8  | 4  | 59 | 31 | +28  |
| 2    | IFK Göteborg C    | 56  | 30 | 15 | 11 | 4  | 58 | 34 | +24  |
| 3    | AIK               | 52  | 30 | 15 | 7  | 8  | 59 | 42 | +17  |
| 4    | IF Elfsborg       | 52  | 30 | 15 | 7  | 8  | 40 | 31 | +9   |
| 5    | BK Häcken         | 46  | 30 | 13 | 7  | 10 | 58 | 45 | +13  |
| 6    | Örebro SK P       | 46  | 30 | 13 | 7  | 10 | 54 | 44 | +10  |
| 7    | Djurgårdens IF    | 43  | 30 | 11 | 10 | 9  | 47 | 33 | +14  |
| 8    | Åtvidabergs FF    | 43  | 30 | 12 | 7  | 11 | 39 | 46 | -7   |
| 9    | Helsingborgs IF   | 39  | 30 | 10 | 9  | 11 | 41 | 44 | -3   |
| 10   | Halmstads BK      | 39  | 30 | 11 | 6  | 13 | 44 | 50 | -6   |
| 11   | Kalmar FF         | 39  | 30 | 10 | 9  | 11 | 36 | 45 | -9   |
| 12   | IFK Norrköping    | 36  | 30 | 9  | 9  | 12 | 39 | 50 | -11  |
| 13   | Falkenbergs FF P  | 33  | 30 | 9  | 6  | 15 | 37 | 49 | -12  |
| 14   | Gefle IF          | 32  | 30 | 8  | 8  | 14 | 34 | 42 | -8   |
| 15   | Mjällby AIF       | 29  | 30 | 8  | 5  | 17 | 29 | 47 | -18  |
| 16   | IF Brommapojkarna | 12  | 30 | 2  | 6  | 22 | 28 | 69 | -41  |

|  | Qualifié pour le 2e tour préliminaire de la Ligue des champions de l'UEFA 2015-2016      |
|  | Qualifié pour le 2e tour préliminaire de la Ligue Europa 2015-2016                       |
|  | Qualifié pour le 1er tour préliminaire de la Ligue Europa 2015-2016                      |
|  | Participation au barrage de promotion-relégation                                         |
|  | Relégation en Superettan                                                                 |
|  | T : Tenant du titre C : Vainqueur de la Coupe de Suède 2014-2015 P : Promu de Superettan |

Le championnat ouvre l'accès à trois places européennes :
- le champion est qualifié pour le deuxième tour préliminaire de la Ligue des Champions 2015-2016 ;
- le deuxième est qualifié pour le deuxième tour préliminaire de la Ligue Europa 2015-2016 ;
- le troisième est qualifié pour le premier tour préliminaire de la Ligue Europa 2015-2016.

Le vainqueur de la Coupe de Suède est qualifié pour le deuxième tour préliminaire de la Ligue Europa. S'il est déjà qualifié pour la Ligue Europa via Allsvenskan, le championnat offre une place européenne supplémentaire. S'il est déjà qualifié pour la Ligue des champions, c'est le finaliste de la Coupe qui bénéficie de la place en Ligue Europa. Si ce finaliste est lui-même qualifié pour la Ligue Europa via Allsvenskan, la place en Ligue Europa revient au premier non-qualifié en championnat.

### Matchs
| Résultats (▼dom., ►ext.)                                   | AIK | BKH | DIF | FFF | GIF | HBK | HIF | IFB | IFE | IFKG | IFKN | KFF | MFF | MAIF | ÅFF | ÖSK |
| AIK                                                        |     | 1-0 | 1-1 | 3-0 | 3-1 | 0-1 | 2-1 | 4-2 | 2-1 | 0-2  | 1-2  | 3-0 | 2-3 | 2-1  | 4-1 | 1-1 |
| BK Häcken                                                  | 2-2 |     | 2-1 | 1-0 | 3-1 | 3-0 | 1-1 | 3-1 | 0-2 | 1-1  | 2-0  | 4-1 | 3-3 | 1-1  | 0-2 | 4-1 |
| Djurgårdens IF                                             | 2-3 | 1-2 |     | 1-0 | 1-2 | 3-0 | 2-2 | 3-2 | 1-1 | 0-0  | 1-1  | 0-0 | 2-0 | 4-0  | 0-1 | 0-3 |
| Falkenbergs FF                                             | 4-1 | 1-1 | 1-0 |     | 1-1 | 1-1 | 2-0 | 1-0 | 2-3 | 1-2  | 4-2  | 1-3 | 2-5 | 1-1  | 3-0 | 1-3 |
| Gefle IF                                                   | 1-2 | 1-0 | 1-1 | 3-1 |     | 2-0 | 2-1 | 3-0 | 0-1 | 1-1  | 1-2  | 0-2 | 0-0 | 1-0  | 0-1 | 1-2 |
| Halmstads BK                                               | 2-2 | 1-4 | 2-1 | 4-0 | 3-2 |     | 2-1 | 3-0 | 1-1 | 2-2  | 0-0  | 1-1 | 0-1 | 1-2  | 1-3 | 1-2 |
| Helsingborgs IF                                            | 3-1 | 4-2 | 1-1 | 1-0 | 1-1 | 1-4 |     | 3-1 | 4-1 | 0-3  | 0-0  | 4-1 | 0-1 | 3-1  | 0-0 | 1-1 |
| IF Brommapojkarna                                          | 0-4 | 1-5 | 0-4 | 2-3 | 1-2 | 0-3 | 0-1 |     | 0-1 | 1-1  | 3-0  | 1-2 | 1-1 | 0-1  | 2-2 | 2-2 |
| IF Elfsborg                                                | 1-1 | 3-1 | 0-1 | 1-0 | 1-0 | 4-1 | 1-0 | 2-2 |     | 0-0  | 3-0  | 2-0 | 0-1 | 3-1  | 1-0 | 1-0 |
| IFK Göteborg                                               | 0-2 | 3-2 | 2-1 | 1-0 | 4-0 | 5-1 | 6-2 | 3-0 | 0-0 |      | 2-2  | 2-0 | 0-3 | 3-1  | 5-0 | 2-1 |
| IFK Norrköping                                             | 2-4 | 0-0 | 3-5 | 0-3 | 1-0 | 1-2 | 2-0 | 3-1 | 4-2 | 3-0  |      | 0-0 | 1-2 | 1-1  | 2-1 | 2-0 |
| Kalmar FF                                                  | 1-1 | 2-3 | 0-4 | 3-1 | 2-1 | 1-3 | 2-0 | 1-1 | 0-0 | 1-1  | 2-0  |     | 1-1 | 2-1  | 2-2 | 2-0 |
| Malmö FF                                                   | 2-2 | 1-2 | 2-2 | 3-0 | 1-0 | 3-1 | 1-1 | 2-0 | 1-2 | 2-2  | 3-0  | 3-1 |     | 4-1  | 3-0 | 3-2 |
| Mjällby AIF                                                | 1-0 | 1-4 | 0-2 | 1-1 | 2-2 | 2-1 | 1-2 | 0-1 | 1-0 | 3-0  | 3-1  | 0-2 | 0-1 |      | 1-0 | 0-1 |
| Åtvidabergs FF                                             | 0-3 | 1-0 | 1-1 | 2-0 | 2-2 | 1-0 | 1-2 | 3-2 | 2-1 | 1-1  | 2-2  | 3-1 | 2-1 | 2-1  |     | 1-2 |
| Örebro SK                                                  | 4-2 | 5-2 | 0-1 | 0-0 | 2-2 | 1-2 | 1-1 | 3-1 | 5-1 | 3-4  | 2-2  | 2-0 | 1-2 | 1-0  | 3-2 |     |
| - Victoire à domicile - Match nul - Victoire à l'extérieur |     |     |     |     |     |     |     |     |     |      |      |     |     |      |     |     |

#### Barrage de promotion-relégation
| Équipe 1      | Résultat | Équipe 2           | Aller | Retour |
| ------------- | -------- | ------------------ | ----- | ------ |
| Gefle IF (D1) | 4 - 1    | (D2) Ljungskile SK | 3 - 1 | 1 - 0  |

## Bilan de la saison
| Championnat de Suède de football 2014                          |                      |
| Champion                                                       | Malmö FF (18e titre) |
| Qualifications continentales                                   |                      |
| Ligue des champions de l'UEFA 2015-2016 (2e tour préliminaire) | Malmö FF             |
| Ligue Europa 2015-2016                                         | IFK Göteborg         |
| Ligue Europa 2015-2016                                         | AIK                  |
| Ligue Europa 2015-2016                                         | IF Elfsborg          |
| Promotions et relégations                                      |                      |
| Promus en Allsvenskan                                          | Hammarby IF          |
| Promus en Allsvenskan                                          | GIF Sundsvall        |
| Relégués en Superettan                                         | Mjällby AIF          |
| Relégués en Superettan                                         | IF Brommapojkarna    |